# Aulos-Sinsat
Aulos-Sinsat község Franciaország Okcitánia régiójában, Ariège megyében. Új községként 2019. január 1-jén jött létre két korábbi község: Aulos és Sinsat egyesítésével. Lakosainak száma 157 fő (2022. január 1.).

## Népesség
| Lakosok száma | 166  | 159  | 152  | 150  | 153  | 157  |
|               | 2017 | 2018 | 2019 | 2020 | 2021 | 2022 |